# Leptotarsus (Macromastix) monstratus
Leptotarsus (Macromastix) monstratus is een tweevleugelige uit de familie langpootmuggen (Tipulidae). De soort komt voor in het Australaziatisch gebied.